# Garth Davis
Garth Davis est un réalisateur australien, né le 23 septembre 1974 à Brisbane.

## Filmographie
- 2000 : P.I.N.S. (long métrage documentaire)
- 2003 : Alice (court métrage)
- 2006 : Love My Way (série télévisée), saison 2, épisodes 4 No Immunity, 5 Old Wounds, 6 I Know You
- 2013 : Top of the Lake (série télévisée), épisodes 2, 3 et 6
- 2016 : Lion
- 2018 : Marie Madeleine (Mary Magdalene)
- 2023 : Le Remplaçant (Foe)

## Distinctions

### Nominations
- British Academy Television Awards 2013 : Meilleur réalisateur pour une mini-série ou un téléfilm pour Top of the Lake partagé avec Jane Campion.
- Primetime Emmy Awards 2013 : Primetime Emmy Award de la meilleure réalisation pour une mini-série pour Top of the Lake partagé avec Jane Campion.